# Пономари (Оханский район)
Пономари — село в Оханском городском округе Пермского края России.

## Географическое положение
Село расположено в западной части Оханского городского округа на расстоянии примерно 5 километров по прямой на северо-запад от села Дуброво.

## История
Известно с 1863 года. С 2006 по 2018 год входило в состав Дубровского сельского поселения Оханского района. После упразднения обоих муниципальных образований стало рядовым населённым пунктом Оханского городского округа.

## Климат
Климат умеренно континентальный. Наиболее тёплым месяцем является июль, средняя максимальная температура которого 24,8 °C, а самым холодным январь со среднемесячной температурой −17,3 °C. Среднегодовая температура 2,1 °C.

## Население
Постоянное население составляло 457 человека (85 % русские) в 2002 году, 423 человека в 2010 году.